# Huashan, Yunnan
Huashan Xiang (kinesiska: 花山, 花山乡) är en socken i Kina. Den ligger i provinsen Yunnan, i den sydvästra delen av landet, omkring 320 kilometer nordost om provinshuvudstaden Kunming.
Genomsnittlig årsnederbörd är 1 157 millimeter. Den regnigaste månaden är juli, med i genomsnitt 232 mm nederbörd, och den torraste är december, med 13 mm nederbörd.